# Цукини
Цукини (zucchini, уменьш. от ит. zucca, «тыква») — распространённая  в Америке и Западной Европе разновидность кабачка с неветвящимся стеблем. По сравнению с другими кабачками плоды цукини ярче окрашены, нежнее на вкус, и устойчивы к длительному хранению. Листья сильно изрезаны, зачастую с узором серебристого оттенка. Происходит из Италии.
Плоды длиной 10–25 см употребляются в пищу как в приготовленном, так и в сыром виде (в салатах).

## Этимология названия
Первое описание сорта кабачка под названием цуккини происходит в работе, опубликованной в г. Милане в 1901.
Слово цуккини возникло в девятнадцатом веке в районе Северной Италии. Цукка является итальянским словом, имеющим значение тыква/кабачок и, как следствие zucchino/zucchina (Цукка + ина = мало) являются уменьшительной формой, получая значение кабачков/цуккини во множественном числе. Zucchino, форма мужского рода (кабачки во множественном числе), является первой письменно задокументированной в словоформой.
Правильным является написание слова с одной буквой «к»: цукини.